# تعطیلات رمی
تعطیلات رُمی (به انگلیسی: Roman Holiday) فیلمی کمدی رمانتیک به کارگردانی ویلیام وایلر است که در سال ۱۹۵۳ منتشر شد.

## خلاصه داستان
پرنسس آنا (آدری هپبورن)، پرنسس کشوری ناشناخته در یک تور اروپاگردی به‌سر می‌برد. به سبب کار سنگین دولتی، به نزد پزشک خود می‌رود و وی داروی آرام‌بخش برایش نسخه می‌کند. آنا شبانه از سفارتخانه کشورش فرار می‌کند ولی با تأثیر دارو، روی یک نیمکت عمومی به خواب می‌رود.
یک خبرنگار آمریکایی به نام جو بردلی (گریگوری پک) او را بیدار می‌کند تا برای رفتن به خانه به او پولی بدهد، ولی چون آنا جواب درستی نمی‌دهد، او را به خانه خود می‌برد. فردای آنروز جو در دیدار با مدیر خود، با دیدن عکس پرنسس متوجه هویت او می‌شود ولی به مدیر خود چیزی نمی‌گوید…

## سکانس دریچه حقیقت
در سکانس دریچه حقیقت، با تعلیقی عجیب و غریب روبرو هستیم که به طور ناگهانی به انفجاری از خنده منجر می‌شود. این صحنه چنان تنشی ایجاد می‌کند که وقتی دست شخصیت اصلی به داخل دریچه می‌رود، بیننده غافلگیر شده و با شدت می‌خندد.

## بازیگران
| گریگوری پک      | در نقش جو بردلی       |
| آدری هپبورن     | در نقش پرنسس آن       |
| ادی آلبرت       | در نقش ایروینگ رادویچ |
| هارتلی پاور     | در نقش هنسی           |
| تولیو کارمیناتی | در نقش ژنرال پرونو    |
| پائولو کارلینی  | در نقش ماریو دلانی    |
| کلاودیو ارملی   | در نقش جووانی         |
| پائولا بوربونی  | در نقش مستخدم         |
| لورا سولاری     | در نقش منشی           |
| گورلا گُری       | در نقش کفش‌فروش        |
| ویتوریا کریسپو  |                       |
| آلفردو ریتسو    |                       |
| جیلدو بوچی      |                       |

## جوایز

### بیست و ششمین دوره جوایز اسکار
برنده جایزه اسکار بهترین بازیگر نقش اول زن ، آدری هپبورن
برنده جایزه اسکار بهترین داستان، دالتون ترامبو
برنده جایزه اسکار بهترین طراحی لباس  ،ادیت هد
نامزد جایزه اسکار بهترین فیلم ، ویلیام وایلر
نامزد جایزه اسکار بهترین کارگردانی ، ویلیام وایلر
نامزد جایزه اسکار بهترین بازیگر نقش مکمل مرد ، ادی آلبرت
نامزد جایزه اسکار بهترین فیلم‌نامه اقتباسی ، ایان مکللان هانتر
نامزد جایزه اسکار بهترین طراحی صحنه ، هل پریرا

### یازدهمین مراسم گلدن گلوب
برنده جایزه گلدن گلوب بهترین بازیگر زن فیلم درام ، آدری هپبورن 

### هفتمین مراسم بفتا
برنده جایزه بفتای بهترین بازیگر نقش اول زن ، آدری هپبورن

### پانزدهمین جشنواره بین المللی فیلم ونیز
نامزد جایزه شیر طلایی ، ویلیام وایلر

### ششمین دوره جوایز انجمن نویسندگان آمریکا
برنده جایزه بهترین داستان کمدی ، ایان مکللان هانتر ، جان دیتون ، دالتون ترامبو